# Илимпея
Илимпѐя е река в Азиатската част на Русия, Среден Сибир, Красноярски край, Евенкски автономен окръг ляв приток на река Долна Тунгуска. Дължината ѝ е 611 km, която ѝ отрежда 123-то място по дължина сред реките на Русия.
Река Илимпея води началото си от северната част на Централното Тунгуско плато, разположено в южната част на Средносибирското плато, на 478 m н.в., в източната част на Евенкски автономен окръг, Красноярски край. По цялото си протежение тече през Средносибирското плато в дълбока, но широка долина, с множество прагове и бързеи. Първите 170 km тече в южна посока, след което образува голямо коляно, обърнато на юг и се насочва на север. Преди и след устието на река Сунгнумо прави ново, но малко и остро коляно, обърнато на северозапад. След това Илимпея постепенно завива на североизток и север и се влива отляво в река Долна Тунгуска, при нейния 1274 km, на 192 m н.в., на 6 km югозападно от село Юкта, Евенкски автономен окръг, Красноярски край. Цялото течение на реката преминава през безлюдни и гъсто залесени (сибирска тайга) райони.
Водосборният басейн на Илимпея има площ от 17,4 хил. km2, което представлява 3,68% от водосборния басейн на река Долна Тунгуска и обхваща части от Евенкски автономен окръг, Красноярски край.
Границите на водосборния басейн на реката са следните:
- на запад и изток – водосборните басейни на реките Таймура, Иритка, Средна Кочьома, Тетея и други по-малки леви притоци на Долна Тунгуска;
- на югозапад – водосборния басейн на река Подкаменна Тунгуска.

Река Илимпе получава над 30 притока с дължина над 15 km, като 3 от тях са дължина над 100 km.
- 443 → Лимптекан 160 / 1360
- 403 ← Гуткенгне 106 / 740
- 260 → Сунгнумо 148 / 1310

Замръзва в края на октомври, а се размразява в началото на май.
По течението на реката няма населени места. На 6 km североизточно от устието ѝ е разположено село Юкта.
Поради множеството прагове по течението на Илимпея те не е плавателна.